# Boletim do Museu Paraense Emílio Goeldi
O Boletim do Museu Paraense Emílio Goeldi  é um periódicos científico centenário editado pelo Museu Paraense Emílio Goeldi, no Pará, Brasil,
O periódico, de nome original Boletim do Museu Paraense de História Natural e  Ethnographia, foi criado pelo próprio Emílio Goeldi e publicado pela primeira vez em setembro de 1894,  sendo editado regularmente há mais de 130 anos.
No boletim foram publicados importantes artigos da área de biologia, em especial a descrição de diversas espécies de plantas, constando na base de informações International Plant Name Index.